# Acroneuria petersi
Acroneuria petersi és una espècie d'insecte plecòpter pertanyent a la família dels pèrlids.

## Distribució geogràfica
Es troba a Nord-amèrica: Alabama, Geòrgia i Tennessee (els Estats Units).